# Podgozd (Žužemberk, Slovenija)
Podgozd je naselje u slovenskoj Općini Žužemberku. Podgozd se nalazi u pokrajini Dolenjskoj i statističkoj regiji Jugoistočnoj Sloveniji. 

## Stanovništvo
Prema popisu stanovništva iz 2002. godine naselje je imalo 89 stanovnika.